# 柵造
柵造（きのみやつこ、さくぞう）は、7世紀の日本で辺境に置かれた城柵を治めた地方官である。658年に高志国（越国）の2柵にあったことが知られるのみで、存続期間、実像ははっきりしない。

## 日本書紀の記述
『日本書紀』の斉明天皇4年（658年）7月4日、阿倍比羅夫遠征に対する功賞で、複数の柵造が見える。これが柵造に関する史料である。この記事によれば、 都岐沙羅柵造に位2階、判官に位1階、渟足柵造の大伴君稲積に小乙下の位が授けられた。

## 学説
渟足柵は後の越後国沼垂郡、このときは高志国（越国）に属し、現在の新潟県新潟市にあったと考えられる城柵である。都岐沙羅柵も高志国に属したと思われるが所在地は不明である。このとき施行されていた冠位十九階で位2階は小乙下、位1階は立身にあたる。
唯一名が知られる柵造である大伴稲積は、カバネに君を持つので、中央の有力豪族である大伴氏の一員ではない。君はむしろ地方豪族によく見られるカバネで、8世紀初頭より後には蝦夷の有力者にも授けられた。冠位の低さからいっても、柵戸として配属された人々の中の有力者が任命されたものと考えられる。この場合、同時期に評を治めた評造・評督と同等の官職となろう。8世紀の城柵が中央から派遣された国司が分担する形でよって治められたのとは異なる支配体制である。